# Saint-Zacharie
Saint-Zacharie là một xã thuộc tỉnh Var trong vùng Provence-Alpes-Côte d'Azur giáp giới với Bouches-du-Rhône. Xã này có diện tích 27,02 km2, dân số năm 2006 là 4776 người.
Danh xưng dân địa phương trong tiếng Pháp là Zachariens.